# KEDGE Business School
KEDGE Business School es una escuela de negocios francesa que surgió como resultado de la fusión de Bordeaux Management School (anteriormente ESC Bordeaux) y Euromed Management (anteriormente ESC Marseille) en 2013. 
La institución de educación superior está presente en cuatro campus en Francia (París, Burdeos, Marsella y Toulon), dos en China (Shanghái y Suzhou) y cuatro campus asociados (Aviñón, Bastia, Bayona, Dakar). 
Esta escuela ofrece varios tipos de capacitación, desde licenciaturas reconocidas por el estado hasta maestrías en administración .  Ofrece un programa de gestión general denominado "Programa Grande Ecole" o "Master in Management", certificado por el estado francés y que otorga el grado de Master. 
KEDGE Business School tiene una triple acreditación o la triple corona (AACSB, EQUIS , AMBA). 
KEDGE Business School forma parte del banco de pruebas Ecricome que administra los competiciones de caso de 2 escuelas desde 2017. 

## Historia
La Escuela de Comercio (Ecole Supérieure de Commerce) de Marsella se estableció en 1872, mientras que la Escuela de Comercio (Ecole Supérieure de Commerce) de Burdeos se estableció un año después, en 1873.  Ambos cambiaron su nombre a principios de 2000 para convertirse en Euromed Marseille School of Management (en 2003) y Bordeaux School of Management (en 2000) respectivamente. 
En 2013, las Cámaras de Comercio francesas de Burdeos y Marsella fusionaron las dos escuelas para crear la escuela de negocios KEDGE Business School en septiembre de 2013.  Este grupo forma parte de una ola de operaciones similares en Francia ( SKEMA Business School establecida en 2009, France Business School establecida en 2012 y NEOMA Business School establecida en 2013).  De hecho, las escuelas de negocios francesas se enfrentan ahora a una competencia internacional y el número de estudiantes está aumentando.

## Estatutos y organización
KEDGE Business School es una organización independiente sin fines de lucro.  Está reconocido como una "institución privada de educación superior de interés general" (EESPIG) por el Ministerio de Educación Superior de Francia .  Está dirigido por una junta directiva voluntaria formada por líderes de grandes empresas y representantes de las autoridades locales.
Tras la Asamblea General de KEDGE Business School que se celebró en Burdeos el 4 de diciembre de 2018, el Consejo de Administración, compuesto por los elegidos de la Cámara de Comercio Francesa de Bordeaux Gironde, Marsella Provenza y el Var, así como los líderes de Agnès Grangé, grandes empresas y representantes de las autoridades locales, fueron nombrados para suceder a Stanislas de Bentzmann como presidente del grupo.  El vicepresidente es Pierre Goguet , presidente de la Cámara de Comercio Francesa de Burdeos .  José Milano ha sido el director general de la escuela desde la partida de Thomas Froehlicher.
En diciembre de 2017, KEDGE Business School se unió a la Federación de instituciones de educación superior y al interés público (FESIC).

## Enseñanza e investigación.
La escuela ofrece diferentes tipos de lecciones: capacitación de tiempo completo, capacitación de medio tiempo, Maestría en Administración de Empresas ("Executive MBA"). 
Además, se ofrecen diversos programas de diferentes niveles desde Bachelor hasta Advanced Master, en el área de compras a través de MAI, Bac +6, Supply Chain Management a través de ISLI , gestión de activos y gestión de propiedades a través de IMPI, finanzas , marketing , recursos humanos. Se ofrecen recursos , responsabilidad social corporativa , gestión cultural y emprendimiento a estudiantes de diferentes campus. 
El programa más destacado es el "Programme Grande Ecole" o "Master in Management".  Este es un curso de tres años después de un curso de dos años en educación superior o dos años después de un curso de tres años en educación superior.  La admisión de estudiantes se realiza a través de un examen de ingreso muy intensivo llamado Prepa Ecricome , o la admisión al archivo través de "Tremplin" 1 y 2. 
Los programas "Grande Ecole" o "Master in Management" y "EBP International" están reconocidos por el Ministerio de Educación Superior e Investigación de Francia y otorgan a sus titulares el título de Máster reconocido por el estado.
En junio de 2016, después de la conferencia de las Naciones Unidas sobre desarrollo sostenible , la escuela lanzó un "TOEIC de Desarrollo Sostenible".  Este cuestionario de opción múltiple, llamado Sulitest, está destinado a evaluar el conocimiento de los estudiantes sobre el desarrollo sostenible y la responsabilidad social corporativa . 

## La innovación
Para enfatizar un enfoque innovador y empresarial, puesto en marcha la escuela en el año 2012 el programa de negocios Nursery- a apoyar a los estudiantes en sus proyectos de innovación [es decir? ] . 
En esta continuidad , introdujo el acelerador KEDGE en 2017, realizado con el apoyo de la Fundación Daniel y Nina Carasso, que lleva el nombre del fundador de Danone, un ex graduado de la escuela.  Este espacio de 500 metros cuadrados en el campus de Marsella apunta a apoyar alrededor de 150 proyectos por año. 

## Gestión
- Bernard belletante   : 2013 - 2014
- Thomas Froehlicher   : 2014 - 2017
- José Milano   : Desde 2017

## Campus
La escuela tiene diferentes ubicaciones en Burdeos (cerca de la propiedad universitaria de Talence Pessac Gradignan ), Marsella (campus de Luminy), así como en Toulon, Aviñón, Bayona, Bastia, París, Suzhou y Shanghái (en China) y Dakar (Senegal). 

## Asociaciones de estudiantes
La escuela tiene varias asociaciones de estudiantes que animan la vida de la escuela y de sus campus en Marsella y Burdeos.   : 
- Melting Potes: Una asociación de estudiantes que se encarga de integrar a los más de 500 estudiantes internacionales que llegan cada semestre a la universidad.
- Clepsydre   : es el foro estudiantil no partidista y organiza regularmente conferencias, debates, horarios de conferencias para estudiantes, empresas y otras organizaciones
- Marketing Méditerranée   : la empresa junior más exitosa de Europa que ofrece un servicio de consultoría.
- Unis-Terre   : una asociación de estudiantes con más de 150 miembros que realiza misiones humanitarias.
- SimONU   : una asociación de estudiantes que organiza simulaciones de las Reuniones Generales de las Naciones Unidas
- Phoenix Egalité des Chances   : una asociación de estudiantes que promueve la justicia social

## Alumni
- Daniel Carasso  : hijo del fundador de Danone.[18]
- Eric Pichet  : economista, profesor en la escuela de negocios KEDGE[19]

1. ↑  «Banque d’épreuves ECRICOME – Concours Ecole de commerce». Consultado el 13 de enero de 2016.
2. ↑  Cécile Peltier (14 février 2013). «Fusions des écoles de commerce : les recruteurs dans l’expectative».
3. ↑  «Ecoles de commerce: peut-on s’en sortir sans fusionner ?». Consultado el 2 de enero de 2016.
4. ↑  «Liste établissements EESPIG». 16 de mayo de 2018. Archivado desde el original el 12 de junio de 2018. Consultado el 8 de junio de 2018.
5. ↑  «Gouvernance».
6. ↑  «Kedge Business School» (en fr-FR). Archivado desde el original el 31 de enero de 2016. Consultado el 2 de enero de 2016.
7. ↑  «UNE FEMME D’ENTREPRISE À LA PRÉSIDENCE DE Kedge : AGNÈS GRANGÉ SUCCÈDE À STANISLAS DE BENTZMANN» (en fr-FR). Consultado el 6 de enero de 2019.
8. ↑  «José Milano succède à Thomas Froehlicher en tant que Directeur Général de Kedge Business School à compter du 1er septembre 2017» (en fr-FR). Consultado el 2 de octubre de 2017.
9. ↑  «Kedge Business School devient membre de la FESIC». Consultado el 8 de junio de 2018.
10. ↑  «Kedge BUSINESS SCHOOL DEVIENT MEMBRE DE LA FESIC». FESIC. 6 de diciembre de 2017. Consultado el 8 de junio de 2018.
11. ↑  «Les formations MS par école - Kedge BS - Conférence des Grandes Ecoles». Archivado desde el original el 2 de noviembre de 2015. Consultado el 2 de enero de 2016.
12. ↑  «IMPI - Patrimoine et Immobilier, spécialisation Gestion de Patrimoine». Archivado desde el original el 6 de octubre de 2017. Consultado el 29 de marzo de 2019.
13. ↑  «ESC - Grande école - PGE».
14. ↑   — PDF «Ministère de l’Enseignement supérieur et de la Recherche, Bulletin officiel spécial n° 4 du 20 juin 2013, 2. Liste des diplômes des établissements d’enseignement supérieur technique privés et consulaires visés par le ministre chargé de l’enseignement supérieur et conférant à leurs titulaires le grade de master».
15. ↑  «commission d’évaluation des formations et diplômes de gestion». Archivado desde el original el 28 de agosto de 2018. Consultado el 29 de marzo de 2019.
16. ↑  «Kedge inaugure le premier accélérateur universitaire». lesechos.fr (en fr-FR). 30 de marzo de 2017. Consultado el 4 de abril de 2017.
17. ↑  «Kedge Business School inaugure son accélérateur de Marseille - L'actu des campus». usinenouvelle.com/ (en fr-FR). 13 de marzo de 2017. Consultado el 27 de marzo de 2017.
18. ↑  «http://www.liberation.fr/economics/0101559813-daniel-carasso-103-ans-de-yaourts». Archivado desde el original el 23 de junio de 2012. Consultado el 29 de marzo de 2019.
19. ↑  «Eric PICHET».

- Datos: Q16647785
- Multimedia: KEDGE Business School / Q16647785